# Demuth Museum
Demuth Museum je muzeum malíře Charlese Demutha (1883–1935) v Lancasteru, v Pensylvánii. Bylo založeno v roce 1981 a sídlí v umělcově bývalém ateliéru a bytě na 120 East Lancaster Street. Je zde vystavováno 40 Demuthových originálů a díla umělců, jejichž díla jsou nějak spjatá s Demuthovou tvorbou.
Ročně navštíví muzeum kolem 10000 osob. Každý druhý víkend v červnu je pořádána naučná procházka po okolních zahradách, kde malíř čerpal inspiraci.